# Papiro di Ossirinco 19
Il Papiro di Ossirinco 19 (P. Oxy. 19) è un frammento dal I libro delle Storie di Erodoto (cap. 76), scritto in Greco.

## Scoperta e pubblicazione
Esso fu scoperto da Grenfell e Hunt nel 1897 a Oxyrhynchus. Il frammento, datato al II o III secolo, è conservato nella Princeton University Library (Curator of Manuscripts) e fu pubblicato da Grenfell e Hunt nel 1898..

## Contenuto
Il manoscritto originario era un rotolo di papiro, da cui deriva il nostro frammento, di 125x80, contenente 16 righe di testo, scritto in una onciale rotonda minuscola{.